# 膦酸酯

图中为膦酸酯。实际上，磷的形式电荷为+1，其上方的氧的形式电荷为-1，它们之间的键是单键。

膦酸酯和膦酸是含有{\displaystyle {\ce {C-PO(OH)2}}}或{\displaystyle {\ce {C-P(OR)2}}} 基团的有机磷化合物。（其中R是烷基或芳基）。成盐后的膦酸通常呈白色。未成盐时是难挥发的固体，难溶于有机溶剂，但可溶于水和醇。商业上往往以膦酸酯的形式存在，例如草甘膦（商品名“Roundup”），一种广泛使用的植物生长调节剂。 双膦酸盐是治疗骨质疏松的常用药物。

## 相关反应

### 水解反应
化學方程式：{\displaystyle {\ce {O=PC(OR)2 +2H2O-> O=PC(OH)2 +2ROH}}}